# 비름

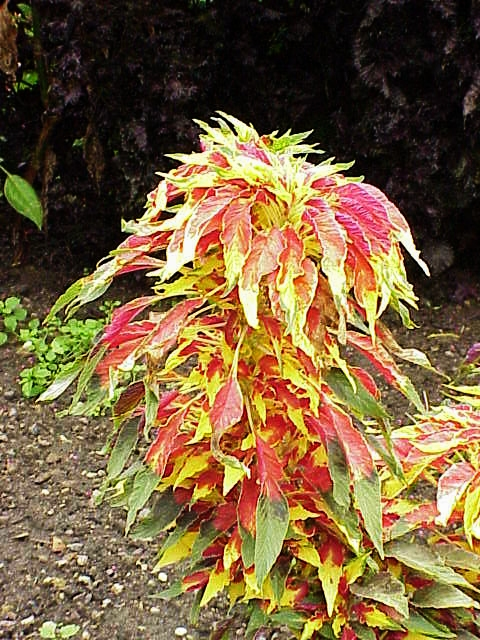

비름은 인도 원산의 비름과 한해살이풀로서 줄기는 털이 없고 곧게 서며, 높이는 1m 가량이다. 잎은 마름모꼴의 달걀 모양으로 어긋나게 달리며 긴 잎자루가 있다. 여름에서 가을에 걸쳐 백록색의 작은 꽃이 이삭꽃차례를 이루면서 가지 끝이나 잎겨드랑이에 피는데, 이들은 다시 여러 개가 하나로 뭉쳐져 개화한다. 열매는 개과이며 타원 모양이다. 관상용으로 심기도 하며 어린잎은 나물로 먹을 수 있다.

## 생산지
양평군 개군면이 비름 주산지로 정평이 나있다. 전국 비름 생산량의 80% 정도가 개군면에서 나오기 때문이다. 개군면의 농가들이 비름을 처음 재배하기 시작한 것은 1990년대 후반. 초대 작목회장이 처음 비름 재배에 나서 지금은 218농가가 70ha에서 비름을 생산하고 있다.

## 재배
비닐하우스에서 수막재배하는 비름은 1년에 12~13회 수확이 가능하며, 출하기인 여름엔 보름에 한번씩 수확할 수 있다. 고온다습한 곳에서 잘 자라는 특성을 지닌 비름은 여름철 병해충만 주의하면 그다지 재배가 까다롭지 않은 것도 장점이다. 고령의 농가들이 재배하기에도 무리가 없다.

## 효능
예부터 지혈과 배앓이 등에 효능이 있어 약으로 쓰였던 비름은 각종 비타민을 함유하고 있어 ‘장수나물’로도 불린다. 주로 무침·국 등으로 요리해 먹으며, 최근에는 시금치 대용으로도 많이 활용되고 있다.